# E-liquid
E-liquid is een vloeistof met toegevoegde nicotine waarmee een elektronische sigaret (algemeen bekend als vape) gevuld kan worden. Het vocht wordt met een verdampsysteem van de e-sigaret verdampt. Een gebruiker van de sigaret kan deze damp inhaleren, dat vrijwel altijd vapen wordt genoemd.

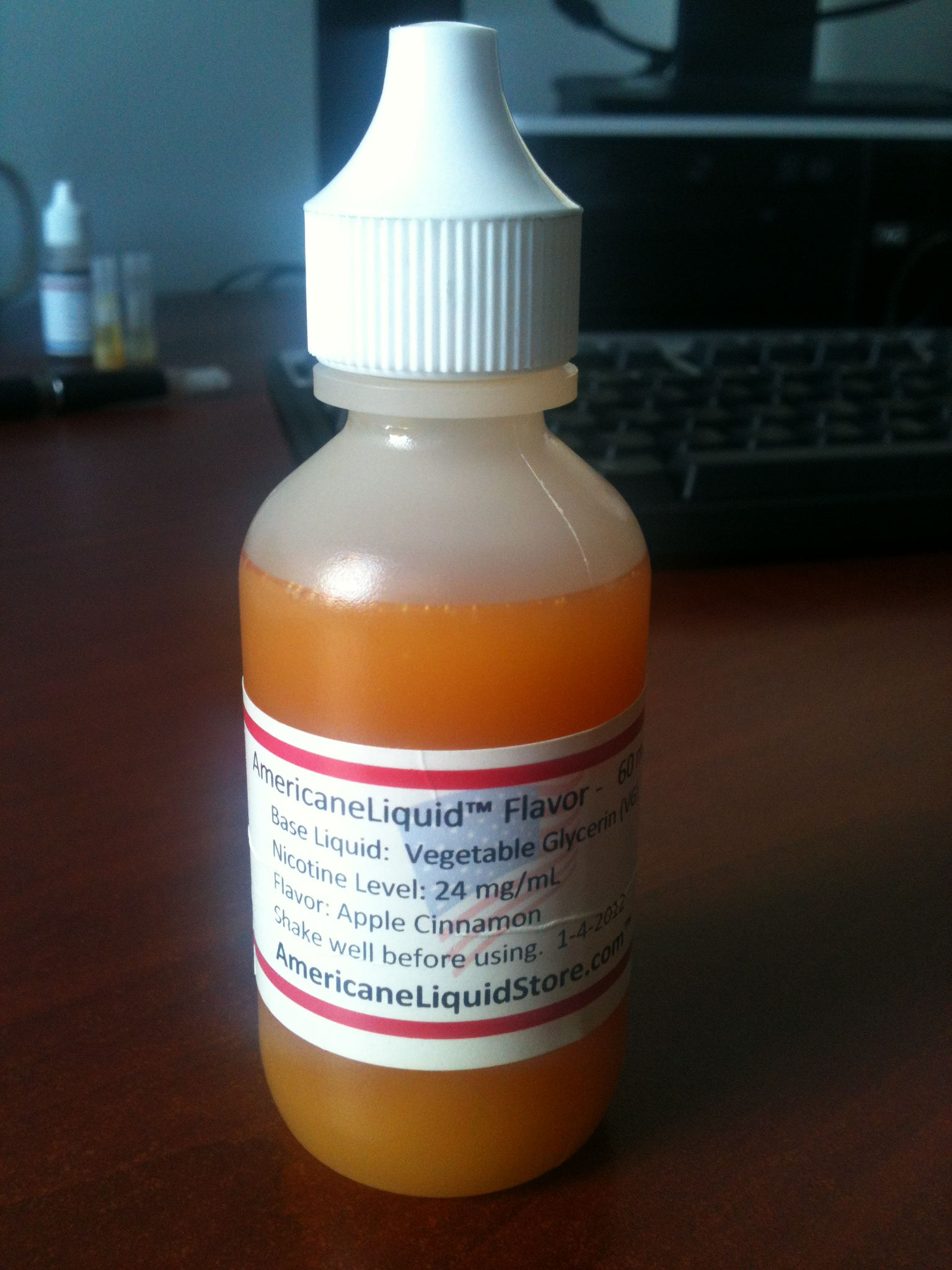
Een fles e-liquid

## Ingrediënten
De samenstelling van de gebruikte stoffen in e-liquids bestaat uit onder andere propyleenglycol, glycerol, smaakstof en dus nicotine. Daarnaast bevat het ook vele andere toxische en/of kankerverwekkende verbindingen, waaronder bijvoorbeeld tal van zware metalen.

## Nicotine
Nicotine is - ook in geringe hoeveelheden - een schadelijke en zeer verslavende stof. E-liquids zijn veelal verkrijgbaar in verschillende nicotinegehaltes: 0, 3, 6, 12 of 18 mg nicotine per ml e-liquid. Wanneer er veel nicotine in de e-liquid zit, kan de gebruiker duizeligheid ervaren of een onprettig gevoel in de keel. Iemand die e-liquid met "te weinig" nicotine gebruikt, kan meer in plaats van minder gaan roken. Een aanzienlijk deel van alle vapes bevat veel meer nicotine dan wettelijk is toegestaan, sommige zelfs een hoeveelheid nicotine van 200 tot 400 "gewone" sigaretten.

## Smaakstoffen
De toegevoegde smaakstoffen in e-liquids waren tot 2024 legaal verkrijgbaar in vele variaties. Voorbeelden waren fruit-, snoep-, dessert-, alcohol- en tabaksmaken. Vanaf 2024 is uitsluitend tabakssmaak nog toegestaan.